# Clang
Clang [klæŋ] ist ein Compiler-Frontend für die Programmiersprachen C, C++, Objective-C und Objective-C++. Es verfügt im Vergleich zu anderen Compiler-Frontends über umfangreichere und genauere statische und dynamische Analysemethoden, die die Fehlersuche erleichtern. 
Clang wurde als Frontend für das Compiler-System LLVM entwickelt. Durch den modularen Aufbau von Clang lassen sich seine Bestandteile aber auch in andere Produkte integrieren.
Clang unterliegt einer BSD-ähnlichen Lizenz. Anders als bei der GNU General Public License besteht bei der liberaleren Apache-Lizenz kein Zwang, alle Quelltexte von Programmen offenzulegen, die Clang oder Teile davon verwenden, was vor allem für proprietäre Produkte oft von Interesse ist.

## Einsatz des Compilers
Die Software Clang ist eng mit dem LLVM-Projekt verzahnt. Es wurde als Ersatz für das GCC-Compiler-Frontend entwickelt. Seit September 2009 gilt Clang offiziell als stabil und produktiv verwendbar und findet sich mit LLVM Version 2.6 als fester Bestandteil im LLVM-Compiler-Paket. Ab Version 2.7 wird die Programmiersprache C++ offiziell unterstützt. Clang lässt sich aber auch ohne LLVM als rein statisches Programmanalyse- und Fehlerdiagnosewerkzeug, zum Beispiel beim Einsatz mit anderen Compilern, verwenden.
Ab der Version 3.0 unterstützt das LLVM-Projekt den GCC-Compiler nicht mehr, sondern setzt Clang, oder alternativ das Dragonegg-PlugIn, verbindlich voraus. Am 12. Mai 2012 kündigte das FreeBSD-Projekt den Umstieg auf Clang statt GCC als Standard-Compiler ab der Version 10.0 des Betriebssystems an.
Auf dem Apple Macintosh sowie seit Oktober 2014 auch auf Linux ist Clang der Standard-Compiler für Google Chrome. Clang ist zur statischen Code-Analyse in die Entwicklungsumgebung Xcode von Apple für die Programmiersprachen C, Objective-C und C++ integriert.

## Vergleich mit GCC
Neben GCC ist Clang ein oft eingesetzter Compiler im Open-Source-Umfeld. Er unterscheidet sich sowohl in technischer als auch lizenzrechtlicher Hinsicht von GCC.
Ein Vorteil von Clang gegenüber GCC ist die Modularität. Durch die Modularität ist Clang im Vergleich zum GCC besser in anderen Programmen wie z. B. integrierten Entwicklungsumgebungen wiederverwendbar.
Die BSD-ähnliche Lizenz macht es einfacher, Clang zusammen mit anderer Software als Gesamtpaket zu veröffentlichen. Beispielsweise basieren die neueren Compiler des Embarcadero C++ Builder auf Clang.
Clang ist bei der Verarbeitung der Syntax und der Maschinencodegenerierung in einigen Fällen schneller als gcc oder g++. Der Gesamt-Zeitgewinn hängt jedoch sehr stark vom Szenario ab. Speziell unter Linux-Bedingungen ist dieser oftmals nicht so hoch wie zum Beispiel bei für Apple-Systeme typischen Umgebungen und Aufgaben.

## Versionsnummern
Die Versionsnummern steigen bei LLVM und Clang in der Regel etwa im halbjährlichen Rhythmus. Seit Juni 2010 entspricht die Clang-Versionsnummer der zugehörigen LLVM-Version. Mit Version 18 wurde das Benennungsschema an das von GCC angepasst, in dem die erste stabile Version einer Version mit der Minor-Version 1 beginnt, während die Minor-Version 0 für den Entwicklungszweig verwendet wird, der nach der Veröffentlichung der vorherigen Hauptversion für weitere Entwicklungen genutzt wird.

## Veröffentlichte Versionen
| Datum      | Version |
| ---------- | ------- |
| 24.12.2013 | 3.4.0   |
| 02.09.2014 | 3.5.0   |
| 25.02.2015 | 3.6.0   |
| 28.08.2015 | 3.7.0   |
| 03.03.2016 | 3.8.0   |
| 01.09.2016 | 3.9.0   |
| 09.03.2017 | 4.0.0   |
| 05.09.2017 | 5.0.0   |
| 02.03.2018 | 6.0.0   |
| 17.09.2018 | 7.0.0   |
| 18.03.2019 | 8.0.0   |
| 19.09.2019 | 9.0.0   |
| 24.03.2020 | 10.0.0  |
| 12.10.2020 | 11.0.0  |
| 15.04.2021 | 12.0.0  |
| 04.10.2021 | 13.0.0  |
| 25.03.2022 | 14.0.0  |
| 06.09.2022 | 15.0.0  |
| 17.03.2023 | 16.0.0  |
| 19.09.2023 | 17.0.0  |
| 06.03.2024 | 18.1.0  |
| 17.09.2024 | 19.1.0  |
| 04.03.2025 | 20.1.0  |

## Entstehung
Am 11. Juli 2007 wurde Clang unter einer Open-Source-Lizenz herausgegeben.
Auf der Konferenz BSDCan 2008 wurde Clang im Rahmen des Vortrages LLVM and Clang: Next Generation Compiler Technology vom LLVM-Projektleiter Chris Lattner vorgestellt. Danach, auf der Apple-Entwicklerkonferenz Worldwide Developers Conference 2009, wurde Clang durch die Vorträge von Chris Lattner sowie der Entwickler Doug Gregor und Ted Kremenek präsentiert.
Im Rahmen eines Vortrags wurde Clang im Februar 2012 auch auf der Microsoft-Entwicklerkonferenz Going Native 2012 vorgestellt.